# 王如綸
王如綸（1511年—？），字汝言，直隸真定府晉州安平縣人，民籍，明朝政治人物。

## 生平
嘉靖十年（1531年）辛卯科順天府鄉試第六名舉人。嘉靖二十九年（1550年）中式庚戌科會試第一百九十名，三甲第一百三十四名進士。授山西襄陵县知县，嘉靖三十六年（1557年）任山西高平縣知縣。

## 家族
曾祖王鑑；祖父王昭；父王傑，散官。母劉氏。具庆下。